# Monophyllaea glabra
Monophyllaea glabra är en tvåhjärtbladig växtart som beskrevs av Ridley. Monophyllaea glabra ingår i släktet Monophyllaea och familjen Gesneriaceae. Inga underarter finns listade i Catalogue of Life.